# یوهان ویلهلم ریتر
 یوهان ویلهلم ریتر (آلمانی: Johann Wilhelm Ritter؛ زاده ۱۶ دسامبر ۱۷۷۶ درگذشته ۲۳ ژانویهٔ ۱۸۱۰) شیمی‌دان اهل آلمان بود.
یوهان در سال ۱۸۰۱ به طور تصادفی با مشاهده تغییر رنگ و تیرگی املاح نقره در مقابل نور مستقیم آفتاب تابش های فرابنفش را کشف کرد. او بر اساس مشاهداتش دریافت که این امواج نامرئی هستند.